# Filature Arpin
Pour les articles homonymes, voir Arpin.
La filature Arpin est une entreprise de filature de laine fondée en 1817.
Située à Séez-Saint-Bernard, dans le département de la Savoie, cette filature présente la particularité d'utiliser des machines classées au titre des monuments historiques. Elle est labellisée entreprise du patrimoine vivant.

## Historique
La filature Arpin perpétue depuis 1817 une fabrication artisanale en filant et tissant des draps de laine. À l'origine, la plupart de ses clients étaient des guides et des colporteurs.
Elle est aujourd'hui la dernière filature française à fabriquer des tissus à partir de toisons brutes, en travaillant sur des machines classées, pour les deux tiers d'entre elles, au titre « objet » des monuments historiques.
Pour sa fabrication, Arpin utilise annuellement quinze tonnes de laine de mouton provenant de différentes régions alpines : Tarentaise, Beaufortain, Maurienne et Val d'Aoste. Avant la filature, la laine est triée à la main, lavée et séchée dans un grenier. Elle est ensuite tissée pour fabriquer différents produits, vêtements et objets de décoration.
Arpin est une marque déposée tant au niveau français, que communautaire et international et ce, dans les classes 24, 25, 26. Positionnée sur le haut de gamme, elle produit des articles sur commande et travaille sur mesure pour des entreprises telles que Jean-Charles de Castelbajac ou Hermès.

## Protection des machines
La batterie de cardes avec chargeuse incorporée (machine à démêler et épurer) construite par Alexandre & Antoine, successeurs d'Alexandre père et fils, à Haraucourt (Ardennes), no 1055, fait l’objet d’un classement au titre objet des monuments historiques depuis le 19 janvier 1999.
Le bobinoir (machine à bobiner), reste d'une ancienne machine d'environ vingt mètres de long, fait l’objet d’un classement au titre objet des monuments historiques depuis le 19 janvier 1999.
L'ourdissoir pour la préparation des chaînes (machine à arranger), composé de onze roues entièrement métalliques, fixées sur un arbre et équipées sur leur circonférence de quinze barres en bois horizontales, fait l’objet d’un classement au titre objet des monuments historiques depuis le 19 janvier 1999.
Le peigne pour la préparation des chaînes (machine à arranger), complémentaire de l'ourdissoir, fait l’objet d’un classement au titre objet des monuments historiques depuis le 19 janvier 1999.
Le cantre pour la préparation des chaînes (machine à arranger), complémentaire de l'ourdissoir, d'une capacité de 170 bobines, avec guides-fils de porcelaine, fait l’objet d’un classement au titre objet des monuments historiques depuis le 19 janvier 1999.